# Miechowsk
Miechowsk (biał. Мяхоўск; ros. Меховск) – wieś na Białorusi, w obwodzie grodzieńskim, w rejonie mostowskim, w sielsowiecie Kuryłowicze.
Dawniej dwa majątki ziemskie. W dwudziestoleciu międzywojennym wieś i folwark Miechowsk leżały w Polsce, w województwie nowogródzkim, w powiecie słonimskim, w gminie Kuryłowicze.